# Cocktail officiel de l'IBA
Pour les articles homonymes, voir Cocktail et IBA.
Les cocktails officiels de l'IBA sont une liste de cocktails les plus connus du monde, sélectionnés par l'Association internationale des barmen (IBA) pour le concours mondial de cocktail (World Cocktail Championships - WCC) des barmen.

## Histoire
Au 1er janvier 2008, les cocktails officiels de l'IBA Official sont divisés en quatre catégories : cocktails apéritifs (pre dinner cocktail), cocktails digestifs (after dinner cocktail), long drink style et popular cocktail.
En 2010, la liste évolue avec une section special cocktail.
En 2016, les cocktails officiels sont divisés en trois catégories : 
- The Unforgettables[4]
- Contemporary Classics[5]
- New Era Drinks[6].

Les cocktails de l'IBA sont mesurés en centilitres (cl) au lieu des millilitres (ml) habituellement utilisés.

### The Unforgettables
| Nom                | Type                   | Image | Pays d'origine        |
| ------------------ | ---------------------- | ----- | --------------------- |
| Alexander          | After Dinner Cocktail  |       | États-Unis            |
| Americano          | Before Dinner Cocktail |       | Italie                |
| Angel Face         | All Day Cocktail       |       |                       |
| Aviation,          | All Day Cocktail       |       | États-Unis            |
| Between the Sheets | All Day Cocktail       |       | France ou Royaume-Uni |
| Boulevardier       | -                      |       | France                |
| Brandy Crusta      | -                      |       |                       |
| Casino             | All Day Cocktail       |       |                       |
| Clover Club        | All Day Cocktail       |       |                       |
| Daïquiri           | Before Dinner Cocktail |       | Cuba                  |
| Derby              | All Day Cocktail       |       | Supprimé de la liste  |
| Dry Martini        | Before Dinner Cocktail |       |                       |
| Gin fizz           | Long drink             |       | États-Unis            |
| Hanky Panky        |                        |       |                       |
| John Collins       | Long drink             |       | Royaume-Uni           |
| Last Word          |                        |       |                       |
| Manhattan          | Before Dinner Cocktail |       | États-Unis            |
| Martinez,          | -                      |       | États-Unis            |
| Mary Pickford      | All Day Cocktail       |       | Cuba                  |
| Monkey Gland       | All Day Cocktail       |       | France                |
| Negroni            | Before Dinner Cocktail |       | Italie                |
| Old fashioned      | Before Dinner Cocktail |       | États-Unis            |
| Paradise           | All Day Cocktail       |       | Royaume-Uni           |
| Punch planteur     | Long drink             |       | États-Unis (présumé)  |
| Porto flip         | After Dinner Cocktail  |       | États-Unis            |
| Ramos gin fizz     | Long drink             |       | États-Unis            |
| Remember The Maine |                        |       |                       |
| Rusty nail         | After Dinner Cocktail  |       |                       |
| Sazerac            | After Dinner Cocktail  |       | États-Unis            |
| Screwdriver        | All Day Cocktail       |       |                       |
| Sidecar            | All Day Cocktail       |       | France ou Royaume-Uni |
| Stinger            | After Dinner Cocktail  |       | États-Unis            |
| Tuxedo             | All Day Cocktail       |       | États-Unis            |
| Vieux Carré        | -                      |       | États-Unis            |
| Whiskey sour       | Before Dinner Cocktail |       | États-Unis            |
| White Lady         | All Day Cocktail       |       | France                |

### Contemporary Classics
| Nom                  | Type                   | Image | Pays d'origine |
| -------------------- | ---------------------- | ----- | -------------- |
| Bellini              | Sparkling Cocktail     |       | Italie         |
| Black Russian        | After Dinner Cocktail  |       | Belgique       |
| Bloody Mary          | Long drink             |       | France         |
| Caïpirinha           | Long drink             |       | Brésil         |
| Cardinale            |                        |       |                |
| Champagne cocktail   | Sparkling Cocktail     |       |                |
| Corpse Reviver #2    |                        |       |                |
| Cosmopolitan         | All Day Cocktail       |       | États-Unis     |
| Cuba libre           | Long drink             |       | Cuba           |
| French 75            | Sparkling Cocktail     |       | France         |
| French Connection    | After Dinner Cocktail  |       |                |
| Garibaldi            |                        |       |                |
| Godfather            | After Dinner Cocktail  |       |                |
| Godmother            | After Dinner Cocktail  |       |                |
| Golden Dream         | After Dinner Cocktail  |       | États-Unis     |
| Grasshopper          | After Dinner Cocktail  |       | États-Unis     |
| Harvey Wallbanger    | All Day Cocktail       |       | États-Unis     |
| Hemingway Special    | All Day Cocktail       |       | Cuba           |
| Horse's Neck         | Long drink             |       |                |
| Irish coffee         | Hot Drink              |       | Irlande        |
| Kir                  | Before Dinner Cocktail |       | France         |
| Lemon Drop Martini   | All Day Cocktail       |       | États-Unis     |
| Long Island iced tea | Long drink             |       | États-Unis     |
| Mai Tai              | Long drink             |       | États-Unis     |
| Margarita            | All Day Cocktail       |       | Mexique        |
| Mimosa               | Sparkling Cocktail     |       | France         |
| Mint julep           | Long drink             |       | États-Unis     |
| Mojito,              | Long drink             |       | Cuba           |
| Moscow Mule          | Long drink             |       | États-Unis     |
| Piña Colada          | Long drink             |       | Porto Rico     |
| Pisco Sour           |                        |       |                |
| Rabo de Galo         |                        |       |                |
| Rose                 | (non-spécifié)         |       | France         |
| Sea Breeze           | Long drink             |       | États-Unis     |
| Sex on the beach     | Long drink             |       | États-Unis     |
| Singapore sling      | Long drink             |       | Singapour      |
| Tequila sunrise      | Long drink             |       | États-Unis     |
| Vesper               | Before Dinner Cocktail |       | Royaume-Uni    |
| Zombie               |                        |       |                |

### New Era Drinks
| Nom                    | Type                   | Image | Pays d'origine |
| ---------------------- | ---------------------- | ----- | -------------- |
| B-52                   | After Dinner           |       | États-Unis     |
| Barracuda              | Sparkling Cocktail     |       | Italie         |
| Bee's Knees            |                        |       |                |
| Bramble                | All Day Cocktail       |       | États-Unis     |
| Canchanchara           |                        |       |                |
| Chartreuse Swizzle     | Tiki Drink             |       | États-Unis     |
| Dark 'N' Stormy        | Long drink             |       | États-Unis     |
| Don's Special Daiquiri |                        |       |                |
| Dry Martini            | Before Dinner Cocktail |       | États-Unis     |
| Espresso Martini       | After Dinner Cocktail  |       | Royaume-Uni    |
| Fernandito             |                        |       |                |
| French Martini         | Before Dinner Cocktail |       | États-Unis     |
| Kamikaze               | All Day Cocktail       |       | États-Unis     |
| Gin Basil Smash        |                        |       |                |
| Grand Margarita        |                        |       |                |
| IBA Tiki               |                        |       |                |
| Illegal                |                        |       |                |
| Jungle Bird            |                        |       |                |
| Missionary's Downfall  |                        |       |                |
| Naked and Famous       |                        |       |                |
| New York Sour          | All Day Cocktail       |       | États-Unis     |
| Old Cuban              |                        |       |                |
| Paloma                 |                        |       |                |
| Paper Plane            | (non-spécifié)         |       | États-Unis     |
| Penicillin             |                        |       |                |
| Pisco Punch            |                        |       |                |
| Pisco sour             | All Day Cocktail       |       | Pérou          |
| Porn star martini      | (non spécifié)         |       | Royaume-Uni    |
| Russian Spring Punch   | Sparkling Cocktail     |       | Royaume-Uni    |
| Sherry Cobbler         |                        |       |                |
| South Side             |                        |       |                |
| Spicy Fifty            |                        |       |                |
| Spritz Veneziano       | Sparkling Cocktail     |       | Italie         |
| Suffering Bastard      |                        |       |                |
| Three Dots and a Dash  |                        |       |                |
| Tipperary              |                        |       |                |
| Tommy's Margarita (en) | All Day Cocktail       |       | États-Unis     |
| Trinidad Sour          | (non-spécifié)         |       | États-Unis     |
| Vampiro                | (non-spécifié)         |       | Mexique        |
| Ve.N.To                |                        |       |                |
| Yellow Bird            | All Day Cocktail       |       | États-Unis     |